# 5000 IAU
آي أي يو (ويعرف أيضًا باسم 5000 آي أي يو وفق تسمية الكوكب الصغير) (بالإنجليزية: IAU)‏ هو كويكب ضمن حزام الكويكبات؛ وترتيبه 5000 من حيث الاكتشاف.
اكتُشف هذا الجُرم الفلكي بواسطة اليانور إف. هيلين في 23 أغسطس 1987، وأُطلق عليه هذا الاسم نسبةً إلى الاتحاد الفلكي الدولي.

## وصلات خارجية
- 5000 IAU في قاعدة بيانات مختبر الدفع النفاث لأجرام النظام الشمسي الصغيرة

- الاكتشاف · مخطط المدار ·  العناصر المدارية · المعلمات المادية

- 5000 IAU على موقع ويكي سكاي: DSS2, SDSS, GALEX, IRAS, Hydrogen α, X-Ray, Astrophoto, Sky Map, Articles and images